# Нанкансе
Нанкансе (нанкани, гуренсе, гуренси, фрафра) — народ Ганы, проживает в районах, прилегающих к Буркина-Фасо, около города Болтаган, а также между реками Белая Вольта и Красная Вольта. Своё название народ получил благодаря народу кассена, который соседствовал с ним на северо-западе (Smith 1978: 36). Говорят на языке нанканне (гуренне, гуренге) группы гур нигеро-кордофанской семьи. На конец 1990-х годов население насчитывало 400.000 человек. Нанкансе также включает в себя народ гурунси (Zwernemann 1958: 123). Родственные народы — моси, дагомба, мампруси, талленси и кусаси.

## Традиции народа
Народ придерживается традиционных верований, небольшая часть народа — мусульмане-сунниты и христиане-католики. Существуют культы одушевлённых сил природы (огня, воды, земли), верховного духа Авене, также распространена вера в магию, ведовство, фетишизм и тотемы. Больши́м влиянием пользуются жрецы культа земли — тендана.
К традиционным занятиям относятся подсечно-огневое земледелие (просо, сорго, фонио, арахис, бобовые, овощи), скотоводство (в основном мелкий рогатый скот), рыболовство и домашние промыслы. Довольно часто мужчины бывают заняты на работах по сбору бобов какао на юге Ганы.

Развиты такие ремесла как ткацкое, гончарное и кузнечное, а также изготовление деревянных статуэток и масок.
Большесемейные общины во главе со старейшинами составляют основу традиционной социальной организации, но также существуют патрилинейные рода и матрилатеральные группы. Брачное поселение вирилокальное, иногда практикуется многожёнство. Счёт родства патрилинейный с оттенками матрилатеральности.
 
Часть детей народа нанкансе воспитывается их дедушками и бабушками. Это очень отличается от ситуации у ближайших соседей, народа талленси, где, из 170 детей в возрасте до 16 лет, только 2% не живут по крайней мере с одним из родителей, и эти 2% — сироты. Большинство детей народа таллеси воспитываются их биологическими родителями. Но нанкансе отправляет детей для социализации не только к их бабушкам и дедушкам по отцовской линии, но также за пределы рода, к дядям по материнской линии (Goody and Goody 1967: 240).
Поселения народа расположены компактно и состоят из группы круглых хижин с конусообразными крышами, покрытыми соломой и листьями пальмы. Зернохранилища и другие хозяйственные постройки обнесены стеной. Двор используется как загон для скота.
Мужчины носят белые длинные рубахи с короткими рукавами, одежда женщин состоит из двух кусков ткани, которыми оборачивают тело на манер юбки и кофты.
К традиционной пище относятся каши, похлёбки с маслом из плодов дерева карите, и лепёшки с острыми подливами.